# Estadi de salts Hakuba
L'Estadi de salts Hakuba és un estadi situat a la ciutat d'Hakuba (Japó) utilitzat per a la pràctica del salt amb esquís.
Fou construït el 1992, té una capacitat per a 45.000 espectadors i fou utilitzat durant els Jocs Olímpics d'Hivern de 1998 realitzats a Nagano per a les proves de salt amb esquís i la combinada nòrdica.